# Gintautas Matulis
Gintautas Matulis (Rokiškis, 6 de dezembro de 1986) é um jogador de basquete lituano.

## Carreira
Matulis passou a temporada 2017-2018 com Nevėžis Kėdainiai na Liga Lituana de Basquete e na Copa da Europa da FIBA. Em 5 de julho de 2018, ele assinou com Þór Þorlákshöfn do islandês Úrvalsdeild karla. Ele deixou o time em novembro devido a lesões após uma média de 9,8 pontos e 5,0 rebotes em 4 jogos.
Em 13 de junho de 2020, Matulis retornou ao Juventus Utena. Em 13 de abril de 2023, Matulis tornou-se gerente geral da Juventus Utena.
Nos Jogos Olímpicos de Verão de 2024, em Paris, conquistou a medalha de bronze no torneio masculino do basquetebol, após vencer confronto contra a equipe letã por 21–18 na decisão do terceiro lugar, ao lado de Šarūnas Vingelis, Aurelijus Pukelis e Evaldas Džiaugys.